# Isaiah Jones
Isaiah Benjamin Montell Jones (Lambeth, 26 giugno 1999) è un calciatore guyanese con cittadinanza britannica, centrocampista del Luton Town.

## Carriera

### Club
Nel 2019, la società dilettantistica del Tooting & Mitcham Utd lo cede al Middlesbrough, che inizialmente lo aggrega alla propria seconda squadra. Dopo un breve prestito in Scozia al St. Johnstone, il 9 gennaio 2021 ha esordito in prima squadra, in occasione dell'incontro di FA Cup perso per 1-2 contro il Brentford.

### Nazionale
Nel 2024 ha esordito in nazionale.

## Statistiche

### Presenze e reti nei club
Statistiche aggiornate al 14 settembre 2022.
| Stagione        | Squadra            | Campionato      | Campionato | Campionato | Coppe nazionali | Coppe nazionali | Coppe nazionali | Coppe continentali | Coppe continentali | Coppe continentali | Altre coppe | Altre coppe | Altre coppe | Totale | Totale |
| Stagione        | Squadra            | Comp            | Pres       | Reti       | Comp            | Pres            | Reti            | Comp               | Pres               | Reti               | Comp        | Pres        | Reti        | Pres   | Reti   |
| --------------- | ------------------ | --------------- | ---------- | ---------- | --------------- | --------------- | --------------- | ------------------ | ------------------ | ------------------ | ----------- | ----------- | ----------- | ------ | ------ |
| gen.-mag. 2020  | St. Johnstone      | SP              | 0          | 0          | CS+CdL          | 1+0             | 0               |                    | -                  | -                  |             | -           | -           | 1      | 0      |
| 2020-gen. 2021  | Middlesbrough      | FLC             | 0          | 0          | FACup+CdL       | 1+0             | 0               |                    | -                  | -                  |             | -           | -           | 1      | 0      |
| gen.-mag. 2021  | Queen of the South | SC              | 11         | 1          | CS+CdL          | 1+0             | 0               |                    | -                  | -                  |             | -           | -           | 12     | 1      |
| 2021-2022       | Middlesbrough      | FLC             | 42         | 1          | FACup+CdL       | 4+1             | 0               |                    | -                  | -                  |             | -           | -           | 47     | 1      |
| 2022-2023       | Middlesbrough      | FLC             | 9          | 1          | FACup+CdL       | 0               | 0               |                    | -                  | -                  |             | -           | -           | 9      | 1      |
| Totale carriera | Totale carriera    | Totale carriera | 62         | 3          |                 | 8               | 0               |                    | -                  | -                  |             | -           | -           | 70     | 3      |

## Noe
1. ↑  134 (12) se si comprendono le presenze nei play-off.